# Попович, Крсто
Крсто Попович (серб. Крсто Поповић; 13 сентября 1881 — 14 марта 1947) — черногорский военный деятель, активный деятель движения зеленашей (черног. Zelenaši) и черногорского коллаборационистского движения Второй мировой войны.

## Биография
Крсто родился в семье Тодора и Четны Поповичей 13 сентября 1881 года. Участвовал в Балканских войнах, в Первой мировой войне. Участвовал в боях при Мойковаце против австро-венгерской армии. После этого Попович попадает в австрийский плен и 2 года проводит в лагере для военнопленных. После окончания Первой мировой войны, Крсто возвращается в Черногорию.
В условиях объединения Черногории с Сербией Попович становится лидером восстания против союза с Сербией. Однако Рождественское восстание зеленашей было подавлено, Черногория вошла в состав Сербии, а Попович эмигрировал в Италию. Вскоре Крсто возвращается в Черногорию и присоединяется к партизанскому движению зеленашей, которые требуют восстановления независимости страны и возвращения в Черногорию бывшего короля Николы I. В 1922 году Попович эмигрирует в Аргентину, а затем в Бельгию.
В 1929 году из Бельгии Попович посылает письмо королю Югославии Александру, в котором раскаивается за свою прежнюю деятельность и говорит о своей лояльности к правящей династии и королевству Югославии. 18 октября 1929 года югославское консульство в Льеже разрешило Поповичу въезд на территорию Югославии. После этого Попович выехал в Югославию. Попович проживал в Югославии до 1941 года, когда страны Оси напали на страну.
Территория Черногории была оккупирована итальянскими войсками. Итальянцы создают на территории Черногории марионеточное государство и начинают создание местных органов власти. После этого Попович начинает сотрудничество с оккупационными властями. Попович становится руководителем черногорской милиции (Ловченская бригада; черног. Ловћенска бригада), созданной итальянскими оккупационными властями. Ловченская бригада воевала как против югославских партизан так и против четников.
Однако вскоре подразделение Поповича распалось, часть присоединилась к партизанам, а часть к четникам. Попович не присоединился ни к одной из сторон. После завершения Второй мировой войны Крсто Попович около двух лет скрывался от объявивших его в розыск югославских властей. Наконец 14 марта 1947 года Крсто Попович был обнаружен в районе деревни Грахово, что в окрестностях города Никшич тремя сотрудниками органов госбезопасности Велько Милатовичем, Саро Браёвичем и Рако Мугошем. На предложение добровольной сдачи Попович оказал вооруженное сопротивление сумев застрелить Рако Мугоша, после чего был убит при задержании.
Интересно, что сын Крсто Поповича Никола Попович после начала войны против Германии не последовал за своим отцом, а присоединился к сопротивлению оккупантам.